# Масакр у Кравици
Масакр у Кравици је назив за масовно убиство 49 становника српског села Кравица близу Братунца.

## Позадина
Почетком 1990-их село је бројало око 350 житеља. Кравица са околином је током Другог светског рата десеткована од стране муслимана, и преко 500 људи је убијено. Због тога је ово село од Другог светског рата било познато по томе да ту "муслиманска нога није крочила". Током лета 1992. Срби и Муслимани су се борили у области Кравице и Јежестице. Борбе су се интензивирале децембра 1992. и почетком јануара 1993, када су Муслимани напали Србе углавном у правцу Кравице и Јежестице. Ујутро 7. јануара 1993. на православни Божић, Муслимани су напали Кравицу, Јежестицу и Шиљковиће. Детаље напада су испланирали Хамед Салиховић и Рамиз Бећировић.

## Масакр на Божић 7. јануара 1993.
Други по реду покољ у Кравици се десио на Божић 7. јануара 1993. у српском селу Кравица надомак Братунца, када су муслиманске снаге тадашње АРБиХ, предвођене Насером Орићем напале село које је бранила сеоска стража. У том нападу учествовали су: чета Стари Град, бригада Поточари, бригада Сућеска, бригада "3. мај" из Крагљиводе, Самостални батаљон Осмаче, чета Пусмулићи самосталног батаљона Сребреница, 6. одред из Каменице, 114. источнобосанска бригада, Самостални батаљон Вољавица, Самостални батаљон Биљег и 1. церански одред. Током напада снага Насера Орића, у неравноправној борби, штитећи одступницу око 1000 избеглица из Кравице али и становника околних села Шиљковићи, Јежештица, Бањевићи, погинуло је 49 људи (по неким подацима 46), док је неколико села спаљено до темеља. Убијени су били становници села, од којих су неки управо напуштали цркву послије божићне службе.
Жртве масакра су осим припадника сеоске страже били и деца и старци. Најмлађа жртва, Владимир Гајић, је имао само четири године а Новица Богићевић четрнаест. Најстарија жртва масакра била је непокретна старица Мара Божић, стара 89 година коју су злостављали па живу запалили муслимански војници а тада је убијен и њен син. У својој кући су мучени па запаљени Негосав (80) и његова непокретна супруга Крстина Ерић (81). Старица Љубица Обачкић (75) убијена је док се враћала са јутарње литургије у сеоској цркви а патолог др Зоран Станковић је у њеном случају констатовао повреде попут прострелне ране на десној страни недара, као и прелом у средишњем чеоном пределу што говори о траговима мучења. Непокретну Танкосаву Стевановић (55) су муслимански војници заробили и злостављали па окрутно убили хладним оружјем а патолог је констатовао најмање 15 убодних рана. У својој кући је злостављана и Невенка Ђукановић (45) којој су према неким причама Орићеви војници одсекли главу, међутим, ни њено као ни тело њене рођаке Видосаве Тришић још нису нађени и оне се воде као нестала лица. Тело Радмиле Лукић нађено је са више убодних и прострелних рана у дворишту, а међу жртвама су били и Владимир Стојановић од 78, Драго Лазић од 80, Васо Николић од 75, Ристо Поповић 73, Мило Јокић од 66, Бошко Ђукановић 65, Васо Николић од 65 година. Рањених је било 82 док је током целог рата Кравица изгубила 158 мештана. Спаљено је 690 кућа и помоћних објеката, црква Светих апостола Петра и Павла је сравњена са земљом а гробља су уништена и гробови прекопани. Пре паљевине је извршена општа пљачка од стране више хиљада цивила који су заједно са војницима Армије РБиХ учествовали у нападу. Избеглице су по највећој зими и дубоком снегу прегазиле реку Дрину и прешле у Србију.
У фебруару 1993. Војска Републике Српске је започела контраофанзиву и након 70 дана поново заузела Кравицу. Тек тада су мештани села Кравице на братуначком гробљу могли да сахране своје мртве.
Председник Србије, Борис Тадић је 2006. године присуствовао помену кравичким жртвама.

## Суђење
Детаље напада на Кравицу су планирали Хамед Салиховић и Рамиз Бећировић. Напад су извеле јединице Армије Босне и Херцеговине са подручја Сребренице и околних села.
До сада је за учествовање у овом масакру суђено Насеру Орићу, али не за масакр становника Кравице, пошто је тужилаштво сматрало да за то нема основа јер су у Кравици погинули углавном војници, а не цивили. Насер Орић је био командант јединица Армије Босне и Херцеговине на територији Сребренице током рата у Босни и Херцеговини и по сопственом признању датом током каснијег суђења пред Хашким трибуналом, учествовао је у нападу на Кравицу. Он је 28. марта 2003. оптужен од стране тужиоца Хашког трибунала, Карле дел Понте по више основа укључујући и прекомерно уништавање имовине у власништву становника села (међу којима је и Кравица) углавном насељених Србима. Припадници СФОР-а су га ухапсили 10. априла 2003. године.
Према првостепеној пресуди од 30. јуна 2006. године је крив (по командној одговорности) и осуђен на две године затвора зато што "није предузео мере да спречи убиства и окрутан третман према групи Срба из БиХ" који су били притворени у згради полицијске станице у Сребреници 27. децембра 1992 – 20. марта 1993. године. Судско веће Хашког трибунала је у пресуди констатовало да је у Кравици, али и у оближњим селима Јежестица и Шиљковићи, уништен и спаљен велики број кућа и осталих грађевинских објеката, међутим на основу пружених доказа није могло да закључи да се сва ова уништавања могу приписати искључиво муслиманима. 
Судско веће је констатовало је да је огроман број цивила муслимана (углавном избеглица) био присутан пре, током и после напада на Кравицу и да није било могуће контролисати их и спречити да изврше уништавање имовине становника села Кравица и Јежестица.
Пред Хашким судом, Орић је ослобођен од свих навода који су га у оптужници теретили за злочине почињене на подручју Сребренице и околних села у периоду децембар 1992 – март 1993. године; одлуку је 3. јула 2008. године донело Апелационо веће Трибунала.

## Ко на Божић у Кравицу дође
Приликом масакра над Србима у Кравици, један од припадника јединице Насера Орића по имену Ризо, који је учествовао у масакру над Србима, је написао пјесму о томе, где се на најподмуклији начин вређају српске жртве. Иначе ова песма је веома популарна код сребреничких муслимана, па се може чути јавно на весељима и свадбама.

## Документација злочина
Између маја 1992. и јануара 1994, 192 српска села и засеока у ширем региону Сребренице су опљачкана и спаљена, убијено је 1.300 мештана, а много више је избјегло. Током 1994. и 1995, командант Сребренице Насер Орић је позивао стране репортере у свој стан да би им показивао видео-касете које су приказивале одсјечене главе Срба, куће у пламену, и гомиле лешева.
Западни медији су скоро у потпуности игнорисали масакр у Кравици у вријеме када се десио.
О злочину у Кравици сведочила је и Фадила Мујић, једна од „мајки Сребренице”.